# Oszustka
 Oszustka (ang. The Cheat) – amerykański niemy film z 1915 roku w reżyserii Cecila B. DeMille.

## Obsada
- Fannie Ward jako Edith Hardy
- Sessue Hayakawa jako Hishuru Tori
- Jack Dean jako Richard Hardy
- James Neill jako Jones
- Yutaka Abe jako służący Toriego
- Dana Ong jako sędzia okręgowy
- Raymond Hatton jako widz na sali sądowej (niewymieniony w czołówce)

## Wyróżnienia
| Rok wpisania | National Film Registry |
| ------------ | --- |
| 1993         | Lista filmów budujących dziedzictwo kulturalne USA utworzona przez National Film Preservation Board i przechowywana w Bibliotece Kongresu Stanów Zjednoczonych |